# عدد شكلي
العدد الشكلي هو عدد من الممكن تمثيله باستخدام شكل هندسي منتظم متقطع. من الممكن أن يكون هذا الشكل مضلعًا، وعندها يطلق على العدد اسم العدد المضلعي.
من الممكن بناء الأعداد المثلثية الستة الأولى (1,2,3,4,5,6) باستخدام الأعداد الشكلية على النحو التالي:
| * | * · * · * | * · * · * · * · * · * | * · * · * · * · * · * · * · * · * · * | * · * · * · * · * · * · * · * · * · * · * · * · * · * · * | * · * · * · * · * · * · * · * · * · * · * · * · * · * · * · * · * · * · * · * · * |

إن المصطلحات المستخدمة مكعب عدد ومربع عدد جاءت تسميتها من العدد الشكلي الذي يأخذ شكل مكعب أو مربع.